# John Mure
John Mure, né vers 1776 probablement à Kilmarnock et mort le 17 janvier 1823 à Glasgow, est un homme d'affaires et homme politique canadien. 

## Biographie
Il immigre tôt au Canada, se retrouvant chez son oncle John Porteous dès les années 1780. Il œuvre dans le domaine de l'import-export et dans l'approvisionnement de la colonie. Il est aussi engagé dans la traite des fourrures, le commerce du bois et la construction navale.
Il retourne en Grande-Bretagne en août 1817.